# Republica Sovietică Socialistă Basarabeană
A nu se confunda cu Republica Autonomă Sovietică Socialistă Moldovenească existentă în cadrul Ucrainei Sovietice între 1924–1940.

Steagul RSS Basarabene, de facto, simplul steag roșu comunist.

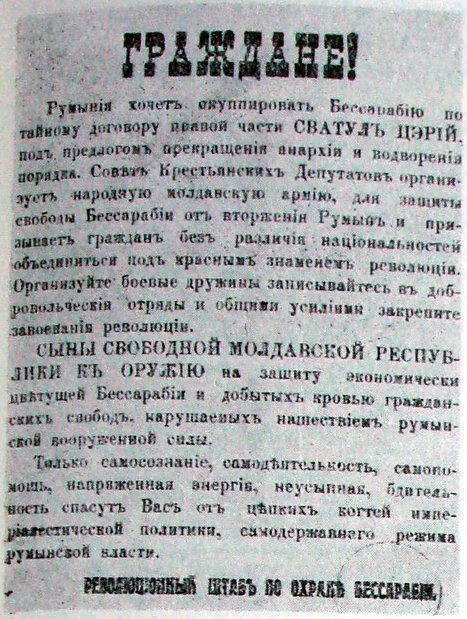
Apelul bolșevicilor pentru „apărarea Basarabiei împotriva forțelor reacționare”, ianuarie 1918.

Republica Sovietică Socialistă Basarabeană sau RSS Basarabeană, uneori și Republica Sovietică Socialistă Basarabia (în ru. Бессарабская Советская Социалистическая Республика, Бессарабская ССР) a fost un guvern comunist format de către bolșevicii ruși, ca parte a planurilor lor de a stabili controlul asupra Basarabiei, care era unită cu România după evenimentele din timpul Revoluției Ruse din 1917. 

## Istoric
De facto, un stat cu acest nume nu a existat, „RSS Basarabia" fiind proclamată la data de 5 mai 1919 la Odesa, ca un „Guvern în exil provizoriu al muncitorilor și al țăranilor”. Datorită intervenției forțelor militare poloneze și franceze în Războiul polono-sovietic la 2 august 1919, guvernul s-a mutat la Tiraspol, care a devenit astfel noua capitală. S-a stabilit ca parte autonomă a RSFS Rusă. Nici Odesa și nici Tiraspolul nu au făcut parte vreodată din Basarabia istorică. Auto-proclamatul guvern „RSS Basarabia” niciodată nu a reușit să controleze vreo parte a Basarabiei, care, încă la 9 aprilie 1918 s-a unit cu România. 
Tot în acea perioadă, RSFSR și URSS au trimis o notă guvernului român, sub formă de ultimatum, cerând retragerea trupelor românești din Basarabia. Românii nu au răspuns, astfel încât pe 5 mai 1919 pe teritoriul Ucrainei a fost stabilit un guvern provizoriu al RSS Basarabia. Unirea Basarabiei cu România nu a fost recunoscută de către sovietici și proclamarea RSS Basarabia a fost o măsură politică care viza pregătirea unei invazii viitoare a Basarabiei de către armata sovietică. 
Simultan, partea avansată a Armatei roșii a mărșăluit pe malul vestic al râului Nistru și a cucerit o serie de așezări (v. Bătălia de la Tighina (1918)). Dar armata română, spre deosebire de estimările preliminare ale comandamentului sovietic, a fost bine pregătită, respingând cu succes atacul Armatei roșii și forțând-o să se retragă dincolo de Nistru. De la începutul intervenției militare a Poloniei și a Franței, la data de 2 august 1919, capitala a fost mutată la Tiraspol. 
Acest guvern a avut discuții cu autoritățile militare franceze asupra rezolvării militare și politice, dar a fost desființat în septembrie 1919 după ce armata lui Denikin a preluat controlul regiunii Odesa. 
Puterile occidentale europene au recunoscut unirea Basarabiei și România prin Tratatul de la Paris din 1920. Cu toate acestea, Statele Unite au refuzat să semneze Tratatul, pe motiv că Rusia nu a fost reprezentată la Conferința de la Paris. Acest lucru a ajutat Uniunea Sovietică în dorința sa de a continua să încerce să recucerească abuziv Basarabia, lucru pe care a reușit să-l facă douăzeci de ani mai târziu.